# Żałe
Żałe – wieś w Polsce, położona w województwie kujawsko-pomorskim, w powiecie rypińskim, w gminie Brzuze.
W latach 1975–1998 wieś administracyjnie należała do województwa włocławskiego.
Do 1954 roku miejscowość była siedzibą gminy Żałe.

## Integralne części wsi
| SIMC    | Nazwa      | Rodzaj    |
| ------- | ---------- | --------- |
| 0993580 | Bukowiec   | część wsi |
| 0859828 | Jutrzenka  | część wsi |
| 0993596 | Kozia      | część wsi |
| 0993604 | Parcelanty | część wsi |
| 0859834 | Przeszkoda | kolonia   |

## Demografia
Według Narodowego Spisu Powszechnego (III 2011 r.) liczyła 598 mieszkańców. Jest drugą co do wielkości miejscowością gminy Brzuze.

## Galeria

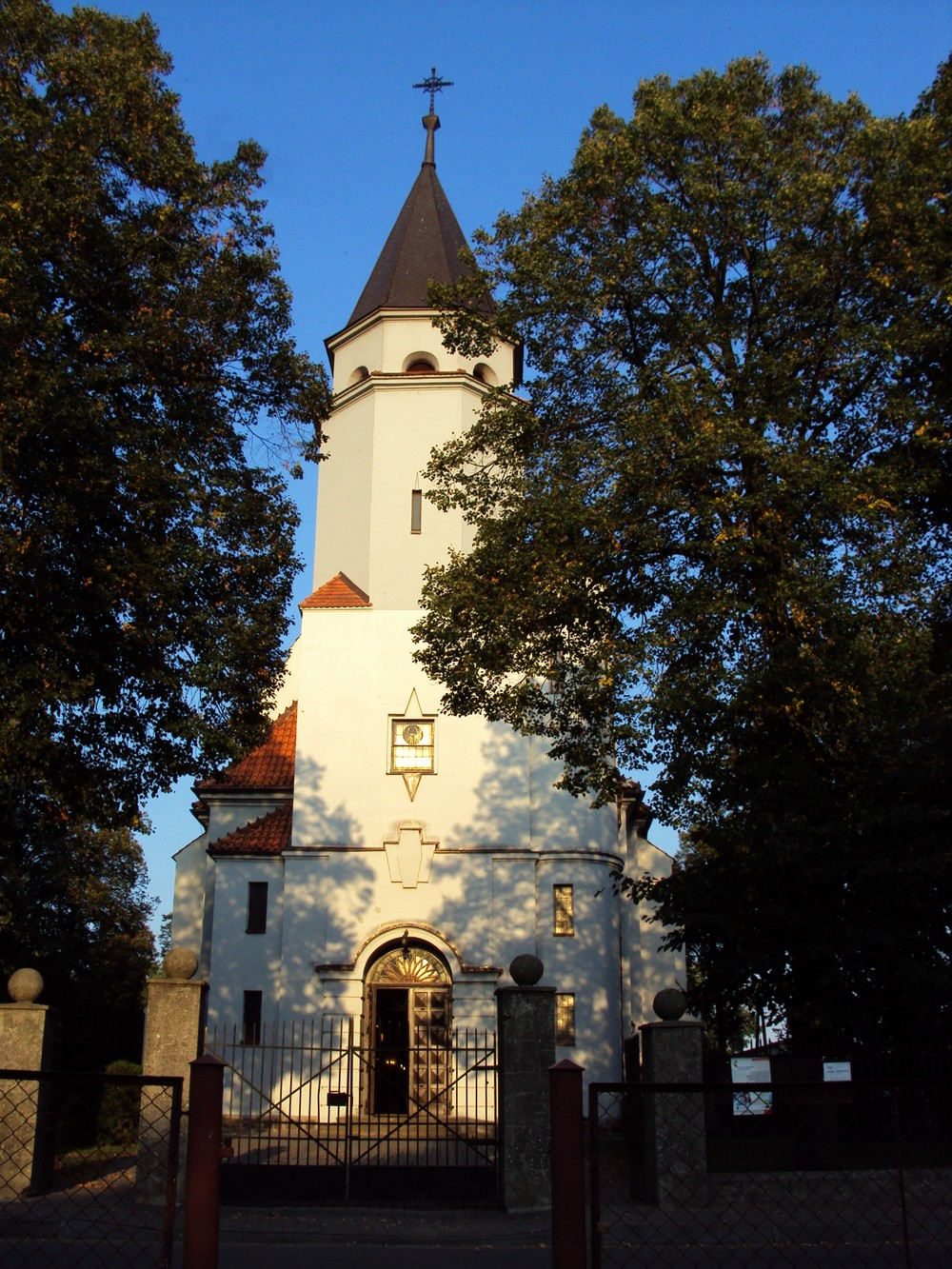
Kościół parafialny pw. św. Anny (nr A/116/1-3: rejestr zabytków województwa kujawsko-pomorskiego)

## Historia
Około 1100 roku za panowania Władysława Hermana lub Bolesława Krzywoustego, powstał przy południowym brzegu jeziora Kopiec, gród drewniano-ziemny, który spłonął w wyniku najazdów pruskich w XIII wieku lub najazdu krzyżackiego w 1329 r. W 1252 r. gród objął książę Kazimierz kujawski, który prawdopodobnie wybudował w miejscu grodu murowany zamek. Zamek przestał funkcjonować w późnym średniowieczu (XV wiek). W jego miejscu, prawdopodobnie w połowie XVI wieku, ród Żelskich herbu Ogończyk zbudował murowany dwór obronny. Badania wykazały, że fortalicjum to zostało zniszczone w połowie XVII wieku, być może w wyniku najazdu szwedzkiego.